# Lore (film)
Lore is een Duits-Australisch-Brits oorlogsdrama uit 2012. De regie lag in handen van Cate Shortland. De film won over heel de wereld verschillende prijzen.

## Verhaal
Lente van 1945. Wanneer het Duitse front ineenstort, nemen de geallieerden de macht over in het land van Hitler. De veertienjarige Lore, van wie de nazi-ouders opgesloten zijn, staat alleen in voor de zorg van haar broertjes en zusjes. De enige plaats waar ze naartoe kunnen is het huis van hun grootmoeder, 900 km noordwaarts. De kinderen beginnen aan een tocht door hun verwoeste land, en langzaam maar zeker begrijpen ze wat er gebeurd is en wat de gevolgen zijn van de daden van hun ouders. Wanneer Thomas, een jonge Joodse vluchteling, zijn hulp aanbiedt, moet Lore vertrouwen op een persoon van wie men altijd gezegd heeft dat hij de vijand is.

## Productie

### Scenario
Aanvankelijk werd het scenario geschreven door Robin Mukherjee als een bewerking van het boek The Dark Room van Rachel Seiffert. Een paar jaar later betrad Cate Shortland het project en herschreef een deel van het scenario.

### Preproductie
Om zich voor te bereiden op de film bekeek Shortland archiefbeelden en getuigenissen, zodat ze helemaal opging in het Duitsland ten tijde van de Tweede Wereldoorlog.

### Productie
De film werd volledig gedraaid in Duitsland, Baden-Württemberg, Görlitz, Hamburg, Hessen en Sleeswijk-Holstein.

## Wetenswaardigheden
- Hoewel de film in het Duits gesproken is, kent regisseuse Shortland geen woord Duits.
- De foto's in de portemonnee zijn familiefoto's van Shortlands echtgenoot.
- De film was de officiële Australische inzending voor de Academy Awards van 2013.
- In de film wordt vaak "das Baby" gezegd, maar dat is een recent Duits woord; het bestond nog niet tijdens de oorlog.